# Rozum

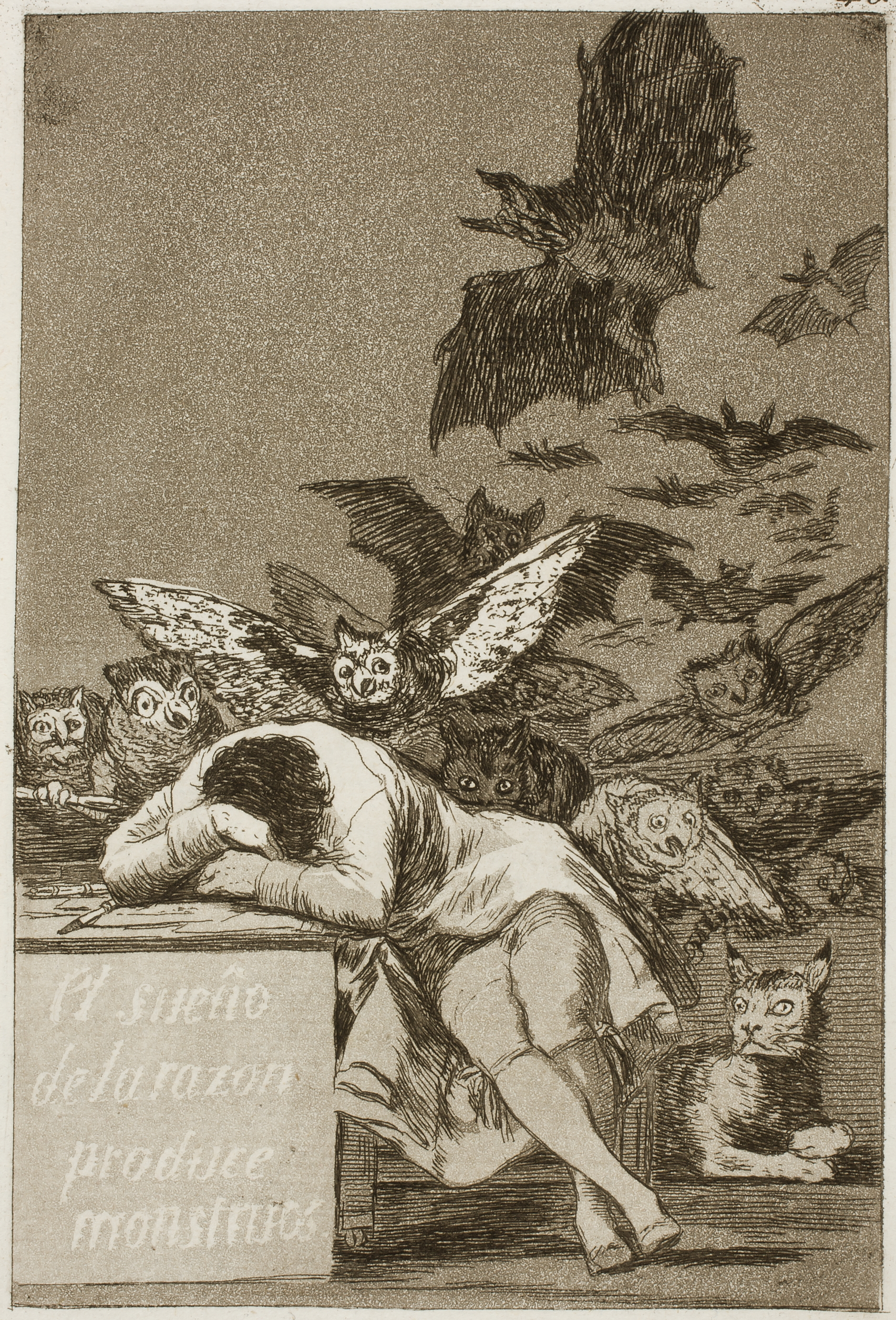
Francisco de Goya, Gdy rozum śpi, budzą się demony

Rozum – zdolność do operowania pojęciami abstrakcyjnymi lub zdolność analitycznego myślenia i wyciągania wniosków z przetworzonych danych. Używanie zdobytych doświadczeń do radzenia sobie w sytuacjach życiowych.
Rozum poruszany jest przez wolę, która dostarcza danych, na których podstawie człowiek może podjąć decyzję. Rozum, który ukierunkowuje wolę znajduje się zarazem pod jej wpływem. Zarówno rozum jak i wola mają charakter uniwersalny, zawierający się nawzajem. Rozum nie rozumie, jeśli wola nie poruszy go do działania, np. ktoś zaczyna pasjonować się książką, kiedy ją przeczyta, a przeczyta ją, jeśli zainteresuje go jej treść.